# Alex McArthur
Alex Bruce McArthur (* 6. März 1957 in Telford, Pennsylvania) ist ein US-amerikanischer Schauspieler.

## Leben
McArthur ist der Sohn von Bruce und Dolores McArthur. Er studierte Schauspiel am De Anza College und an der San José State University. Er arbeitete außerdem als Barkeeper im Nachtclub Studio 54. Er ist mit Tammi Krevi verheiratet, das Paar hat vier Kinder.
Er begann 1981 seine Schauspielkarriere mit einer Nebenrolle im Spielfilm Sie haben alle gelacht. Von 1985 bis 1986 war er in der Fernsehserie Unter der Sonne Kaliforniens in der Rolle des Ken Forest zu sehen. 1986 wirkte er in dem Musikvideo zum Lied von Madonna Papa Don’t Preach mit. Ende der 1980er Jahre verkörperte er den Charakter des Duell McCall in der Desperado-Filmreihe. 1994 wirkte er als Dickie Baineaux in insgesamt sechs Episoden der Fernsehserie The Road Home mit. 1998 übernahm er eine der Hauptrollen in Teufel im Blut, 2000 war er in derselben Rolle im Nachfolger zu sehen. In dem von Tilsit Toys veröffentlichten Brettspiel Charmed – Das Buch der Schatten wird ein Foto des von McArthur 1999 in der Fernsehserie Charmed – Zauberhafte Hexen verkörperten Charakters Gabriel verwendet.
2001 hatte er mehrere Besetzungen in verschiedenen Spielfilmen. 2003 folgte eine Episodenrolle in der Fernsehserie Hunter. 2009 übernahm er eine größere Rolle in dem Low-Budget-Tierhorrorfilm Hydra – The Lost Island. Nach knapp siebenjähriger Pause war er 2016 im Kurzfilm Interview zu sehen. Zuletzt wirkte er 2017 im Spielfilm The Spearhead Effect und im Kurzfilm Don't Be Afraid of the Light mit.

## Filmografie
- 1981: Sie haben alle gelacht (They All Laughed)
- 1984: Agentin mit Herz (Scarecrow and Mrs. King) (Fernsehserie, Episode 1x21)
- 1984: Trio mit vier Fäusten (Riptide) (Fernsehserie, Episode 2x01)
- 1984: With Intent to Kill (Fernsehfilm)
- 1985: Kommando Nr.5 (Command 5) (Fernsehfilm)
- 1985: Desert Hearts
- 1985: Das perfekte Opfer (Silent Witness) (Fernsehfilm)
- 1985: Schuldlos hinter Gittern (Crime of Innocence) (Fernsehfilm)
- 1985: Polizeirevier Hill Street (Hill Street Blues) (Fernsehserie, Episode 6x06)
- 1985–1986: Unter der Sonne Kaliforniens (Knots Landing) (Fernsehserie, 5 Episoden)
- 1986: Papa Don’t Preach (Madonnas Freund)
- 1987: Desperado (Fernsehfilm)
- 1988: Anklage Massenmord (Rampage)
- 1988: Desperado – Die Rache (The Return of Desperado) (Fernsehfilm)
- 1988: Desperado – Ritt in die Hölle (Desperado: Avalanche at Devil’s Ridge) (Fernsehfilm)
- 1989: Donner des Todes (Race for Glory)
- 1989: Showdown in L.A. (L.A. Takedown) (Fernsehfilm)
- 1989: Desperado 4: Krieg der Gesetzlosen (Desperado: The Outlaw Wars) (Fernsehfilm)
- 1989: Desperado 5: Land ohne Gesetz (Desperado: Badlands Justice) (Fernsehfilm)
- 1991: Die Rache (Shoot First: A Cop's Vengeance) (Fernsehfilm)
- 1992: Blutroter Schnee  (Drug Wars: The Cocaine Cartel)(Mini-Serie, 2 Episoden)
- 1992: Tödliches Komplott (The Fifth Corner) (Fernsehserie)
- 1993: Eine Frau auf der Flucht – Die Lawrencia Bembenek Story (Woman on the Run: The Lawrencia Bembenek Story) (Fernsehfilm)
- 1994: The Road Home (Fernsehserie, 6 Episoden)
- 1995: Wettlauf mit einem Mörder (Ed McBain’s 87th Precinct: Lightning) (Fernsehfilm)
- 1995: Das perfekte Alibi (Perfect Alibi)
- 1995: Sharons Geheimnis (Sharon’s Secret) (Fernsehfilm)
- 1996: Ladykiller
- 1997: Ein Hauch von Himmel (Touched By An Angel) (Fernsehserie, Episode 3x25)
- 1997: Fletcher’s Visionen (Conspiracy Theory)
- 1997: … denn zum Küssen sind sie da (Kiss the Girls)
- 1998: Teufel im Blut (Devil in the Flesh)
- 1998: Outer Limits – Die unbekannte Dimension (The Outer Limits) (Fernsehserie, Episode 4x07)
- 1999: Dead Man's Gun (Fernsehserie, Episode 2x15)
- 1999: Charmed – Zauberhafte Hexen (Charmed) (Fernsehserie, Episode 1x16)
- 1999: Chicago Hope – Endstation Hoffnung (Chicago Hope) (Fernsehserie, Episode 5x22)
- 1999: Zuhause ist ein weiter Weg (Running Home)
- 2000: Stummer Schrei – Und keiner kann dir helfen (The Spiral Staircase) (Fernsehfilm)
- 2000: Devil in the Flesh 2
- 2001: Dischord
- 2001: Route 666
- 2001: Suspended Animation
- 2003: Hunter (Fernsehserie, Episode 1x02)
- 2003: Killing Candy
- 2003: The Commission
- 2004: Out for Blood
- 2004: Lady Cops – Knallhart weiblich (The Division) (Fernsehserie, Episode 4x18)
- 2004: Em & Me
- 2007: Lost Colony (Fernsehfilm)
- 2009: Hydra – The Lost Island (Hydra) (Fernsehfilm)
- 2016: Interview (Kurzfilm)
- 2017: The Spearhead Effect
- 2017: Don't Be Afraid of the Light (Kurzfilm)